# 傑克遜鎮區 (愛荷華州德梅因縣)
傑克遜鎮區（英語：Jackson Township）是位於美國愛荷華州德梅因縣的一個行政鎮區。

## 地方資料
根據2010年美國人口普查的數據，傑克遜鎮區的面積為49.36平方千米，當中陸地面積為39.66平方千米，而水域面積為9.70平方千米。當地共有人口129人，而人口密度為每平方千米2.61人。